# Fehérbóbitás kakadu
A fehérbóbitás kakadu (Cacatua alba) a madarak osztályának a papagájalakúak (Psittaciformes) rendjéhez és a kakadufélék (Cacatuidae) családjához tartozó faj.

## Származása, elterjedése
Az Indonéziához tartozó Maluku-szigetek északi és középső részén (Obi, Batjan, Halmahera, Tidore, Ternate) honos.

## Megjelenése, felépítése
Testhossza 40-50 cm. A hím testtömege 800 gramm, a tojóé 400 gramm. Tollazata és bóbitája is fehér; az evező- és kormánytollak belső zászlója sárga. A kinyújtva 10–12 cm hosszú bóbita félkörívben koronázza fejét.
A hím erős csőre, lába és írisze fekete, a tojó írisze vörösesbarna.

## Életmódja, élőhelye
Erdőkben, ligetekben, mocsaras területeken vagy partközelben él párosával vagy kisebb csoportokban. Magokat és gyümölcsöket eszik.

### Szaporodása
A hím bóbitáját feltartva, szárnyait szétterítve udvarol a tojónak. Fészkét a magas pálmák üregébe rakja. A fészekalja 2 tojás. Fészkelési ideje 80–85 nap, ebből a költés kb. 30 nap. A hím a költésben és a fiókák nevelésében is aktívan részt vesz. A fiókák 70-90 nap után repülnek ki.
|  |  |

## Tartása
Összehangolt tenyésztéssel próbálják meg megmenteni a fajt a teljes kipusztulástól. Európában az Európai Állatkertek és Akváriumok Szövetsége felügyelete alá tartozó Európai Veszélyeztetett Fajok Programja (EEP) keretében tenyésztik a faj egyedeit.
A legértelmesebb papagájfélék egyike; beszélni is megtanítható. 3–4 hónap alatt teljesen megszelídül; gondozójához kötődik. Bohókás természetű; akrobatikus mutatványokra hajlamos. Szobatisztaságra szoktatható; olyankor csak a kijelölt helyen ürít.
Mozgékony, helyigényes. Párjával tartva az emberek iránti érdeklődése csökken; a költési időben kifejezetten agresszívvé válhat.
Eleségében a növényi tápanyagot állati fehérjével kell kiegészíteni.